# 心跳 (塔納·加德納歌曲)
心跳是肯頓·尼克斯（Kenton Nix）創作，塔納·加德納（Taana Gardner）於1981年錄製的舞蹈單曲，由西尾唱片（West End Records）發行。該歌在美國《告示牌》節奏藍調和嘻哈歌曲榜上最高名列第10位，以及在舞曲榜最高名列第6位。該歌已售出超過80萬張。
〈心跳〉已在嘻哈音樂、流行音樂和舞蹈音樂界中，包括誘惑（Seduction）、Treacherous Three、Eazy-E等音樂人在內，廣為引用及多次翻唱。其中，誘惑的翻唱版廣受歡迎，在《告示牌》百强单曲榜上最高排名第13位。
這首歌還在熱門的電子遊戲《俠盜獵車手V》的老歌Funk電台「Space 103.2」中得到推薦。